# 양평관 전투
양평관 전투(陽平關 戰鬪)는 215년 조조가 한녕 태수 장로를 공격해 승리한 전투이다.

## 삼국지 연의의 묘사

### 양평관 전투
한중을 공격한 조조는 군사를 3대로 나눠 선봉은 하후연과 장합이 맡고 조조는 여러 장수들의 호위 속에서 중군을 맡았으며 후군은 조인과 하후돈이 군량, 마초의 운송을 맡았다.
먼저 한중의 관문 양평관을 노리고 장로는 동생 장위와 대장 양앙, 양임을 보내 양평관에 영채를 세우게 했다. 이에 조조군의 선봉 하후연과 장합은 적진에서 15리 정도 떨어진 곳에 영채를 세웠으나 그날 밤 양앙과 양임의 기습으로 대패한다.
이에 조조는 하후연과 장합을 처형하려 했으나 관원들의 만류로 그만두고 직접 선봉이 되어 부하 허저와 서황과 함께 장위의 영채를 살피기 시작한다. 이에 양앙과 양임이 두 길로 나눠 쳐들어오고 허저는 군사를 이끌고 양앙과 양임을 격퇴시킨다.
곧 하후돈과 장합이 조조를 구원해 조조는 무사히 영채로 돌아오고 양측 군사를 대치한 채 50일간 움직이지 않았다. 이에 조조는 하후연과 장합에게 기병 6000명을 주어 양평관 뒤쪽으로 움직이게 하고 이에 양앙이 조조군을 추격하지만 하후연의 기습으로 해하고 양임이 군사를 거느리고 구원하려 왔으나 뒤에서 장합이 기습해 양임을 겨우 남정 땅으로 달아났다.
양앙은 포위를 뚫고 나가려 하다가 장합에게 죽고 장위도 결국 영채를 버리고 양평관에서 후퇴하면서 조조군은 손쉽게 양평관을 함락시킨다. 이에 양임과 부장 창기가 2만 군사를 이끌고 남정에서 조조군과 싸우나 창기는 3합도 되지 않아 하후연에게 죽고 양임도 30합을 싸우다 결국 하후연에게 죽고 만다.

### 남정성 전투
양평관을 함락시킨 조조군은 곧바로 남정성으로 진군하고 장로는 마초의 부하였던 방덕을 불러 맞서게 한다.
방덕은 조조의 장수 하후연, 서황, 허저 등을 무찌르고 조조는 방덕을 자기 편으로 만들게 하고 싶어한다. 이에 조조의 모사 가후가 계책을 내고 다음 날 조조군의 영채를 습격한 방덕은 가후의 계략으로 장합, 하후연, 서황, 허저 등에게 패해 크게 패해 성 안으로 후퇴하고 가후는 장로의 모사 양송에게 많은 재물을 보낸다.
뇌물을 받은 양송은 장로에게 방덕을 모함하고 방덕은 조조와 맞서 싸우다가 조조에게 투항하고 만다. 결국 장로와 장위, 양송 등은 군사를 이끌고 다른 성으로 후퇴하고 식량 창고는 불태우지 않아 조조가 장로에 대한 나라의 충성심을 알게 한다.

### 파중성 전투
조조는 방덕을 얻고 다시 장로를 공격한다. 뇌물을 받은 양송은 조조에게 성 안에서 지원한다는 밀서를 보내고 성 앞에 나온 장로와 장위 형제는 조조군의 공격을 받는다.
장위는 허저에게 목이 베이고 동생 장위가 죽자 염포의 반대에도 불구하고 성 밖으로 나온 장로는 성 안으로 들어가려 하지만 양송이 성문을 막아 결국 조조에게 항복한다. 이에 조조는 장로에 대한 나라의 충성심을 알고 장로를 진남장군에 봉하고 염포를 비롯한 수하 문무관원들도 모두 열후에 봉했으며 태수와 도위를 두고 사졸들에게도 큰 상을 내렸다.
다만 항복한 양송은 제 주인을 배신한 자라 하여 처형하고 한중은 조조에 의해 평정된다. 이때 주부 사마의와 유엽이 기세를 몰아 익주의 유비를 치라고 건의하나 군마를 재정비하라는 조조에 의해 무산된다.